# Estádio do Arruda
Das Estádio do Arruda – auch Arrudão, offiziell Estádio José do Rego Maciel – ist ein Fußballstadion in der brasilianischen Stadt Recife. Es bietet Platz für 60.044 Zuschauer und dient dem Verein Santa Cruz FC als Heimstätte.

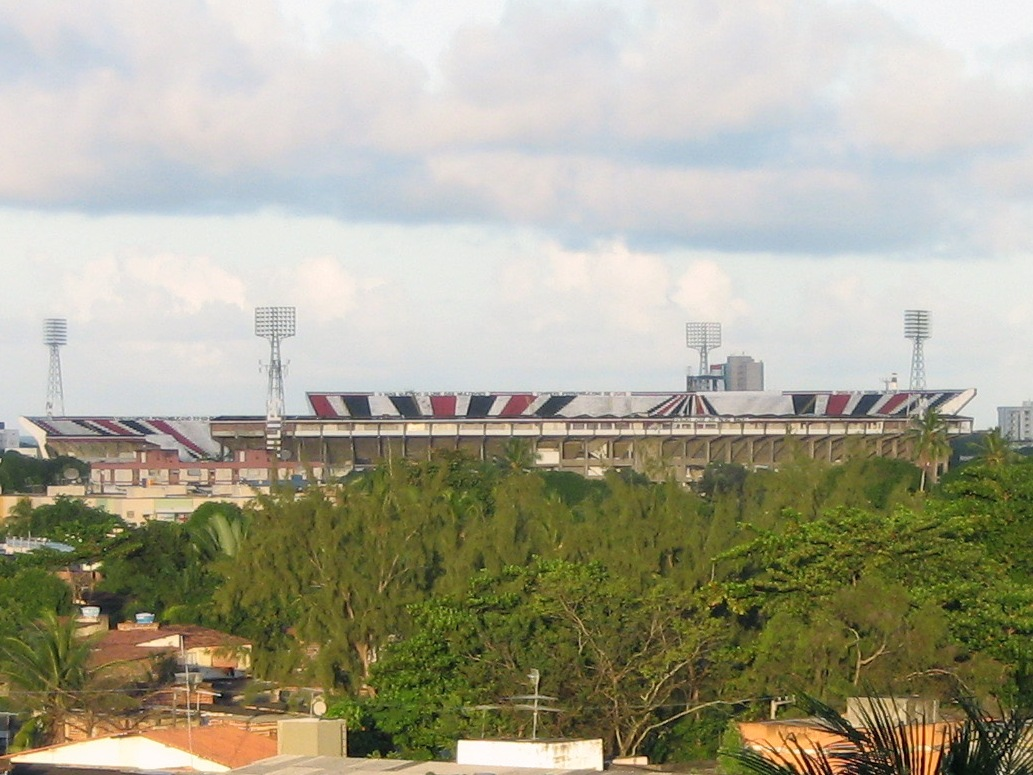
Das Estádio do Arruda von außen

 Das Estádio do Arruda im Stadtteil Arruda von Recife, der Hauptstadt des brasilianischen Bundesstaaten Pernambuco im Nordosten des Landes, wurde im Jahre 1972 erbaut. Der offizielle Name Estádio José do Rego Maciel bezieht sich auf José do Rego Maciel (1908–2006), einen brasilianischen Politiker, der von 1952 bis 1955 Bürgermeister von Recife war.
Am 4. Juli 1972 fand das Eröffnungsspiel des Stadions statt, wobei sich Santa Cruz FC und CR Flamengo aus Rio de Janeiro gegenüberstanden. Das Spiel endete torlos, so dass das erste Tor in diesem Stadion erst im zweiten Spiel durch Betinho fiel von Santa Cruz bei deren 1:0-Sieg in einem Testspiel gegen die brasilianische Fußballnationalmannschaft. Damals erlebte der Verein Santa Cruz FC seine beste Zeit und belegte in der brasilianischen Meisterschaft regelmäßig Plätze im oberen Tabellendrittel.
Die Rekordkulisse im Estádio do Arruda waren 90.200 Zuschauer, die sich hier das Qualifikationsspiel für die Fußball-Weltmeisterschaft 1994 in den USA gegen Argentinien anschauten, das Brasilien mit 2:0 gewann. Die Kapazität des Arrudão  beträgt nach diversen Modernisierungen nur mehr 60.044 Zuschauer.